# Crime + Investigation
Crime + Investigation – dokumentalny kanał tematyczny poświęcony śledztwom prowadzonym w sprawach o zbrodnie i najpoważniejsze występki przez policję oraz prokuraturę w USA i w Wielkiej Brytanii.
Kanał swoją tematyką skupia się głównie na rekonstrukcjach zbrodni i śledztw. Emituje również programy analizujące społeczne przyczyny i konsekwencje przestępstw. Kanał zabiera widzów w podróż do świata zbrodni, otwierając przed nimi drzwi laboratoriów kryminalnych, policyjnych archiwów i sal sądowych. Widz staje się częścią śledztwa i razem z policyjnymi inspektorami odkrywa tajemnice stojące za najsłynniejszymi zbrodniami i życiem niesławnych przestępców. Widzowie na własne oczy mogą przekonać się, jak organy ścigania wykorzystując techniki detektywistyczne i narzędzia diagnostyczne, doprowadzają do rozwiązania skomplikowanych śledztw.

## Historia
Crime + Investigation po raz pierwszy został uruchomiony w USA 2005 roku. 28 października 2009 poinformowano o wprowadzeniu polskiej wersji językowej. Jednak w Polsce zadebiutował 1 marca 2010 roku na platformie cyfrowej Cyfra+, gdzie emitowany jest do tej pory. Od 24 listopada 2011 roku właściciel kanału A+E Networks UK nawiązał współpracę z platformą Cyfrowy Polsat, w wyniku której powstał kanał CI Polsat.